# NGC 3725
NGC 3725 est une galaxie spirale barrée située dans la constellation de la Grande Ourse. NGC 3725 a été découverte par l'astronome germano-britannique William Herschel en 1790.

## Caractéristiques
La classe de luminosité de NGC 3725 est III et elle présente une large raie HI. Selon la base de données Simbad, NGC 3725 est une galaxie LINER, c'est-à-dire une galaxie dont le noyau présente un spectre d'émission caractérisé par de larges raies d'atomes faiblement ionisés.

### Distance
Sa vitesse par rapport au fond diffus cosmologique est de 3 444 ± 10 km/s, ce qui correspond à une distance de Hubble de 50,8 ± 3,6 Mpc (∼166 millions d'al).
À ce jour, sept mesures non basées sur le décalage vers le rouge (redshift) donnent une distance de 37,257 ± 6,562 Mpc (∼122 millions d'al), ce qui est à l'extérieur des valeurs de la distance de Hubble. Notons que c'est avec la valeur moyenne des mesures indépendantes, lorsqu'elles existent, que la base de données NASA/IPAC calcule le diamètre d'une galaxie et qu'en conséquence le diamètre de NGC 3725 pourrait être d'environ 23,6 kpc (∼77 000 al) si on utilisait la distance de Hubble pour le calculer. 

### Émission de radiation ultraviolette
NGC 3725 est une galaxie dont le noyau brille dans le domaine de l'ultraviolet. Elle est inscrite dans le catalogue de Markarian sous la cote Mrk 179 (MK 179).

### Galaxie à sursaut de formation d'étoiles
NGC 3725 est une galaxie à sursaut de formation d'étoiles. 

## Groupe de NGC 3762
NGC 3725 fait partie d'un trio de galaxies, le groupe de NGC 3762. L'autre galaxie du trio est UGC 6528.
Abraham Mahtessian mentionne aussi ce groupe avec les mêmes galaxies. Il y a cependant une erreur dans l'article de Mahtessian, UGC 6528 est noté 1129+6206 au lieu de 1129+6207, une abréviation pour CGCG 1129.9+6207.
Note: sur la base d'un article publié en 1986, la base de données NASA/IPAC indique que NGC 3725 est une galaxie isolée par au moins 6 Mpc. Il s'agit manifestement d'une erreur selon les données indiquées sur cette même base de données au sujet de NGC 3762 et de UGC 6528.